# 궤간가변열차
궤간가변열차(일본어: きかんかへんでんしゃ)는 기차 궤간을 선로 궤간에 변경이 가능한 시범 열차 명칭이다. 프리 게이지 트레인(영어: Free Gauge Train, FGT)으로 부르고 있다. 일본의 경우 주로 표준궤와 협궤가 있는데 두 개의 선로를 모두 주행이 가능한 차량을 개발하기 위해 국토교통성의 정책에 의해 일본철도공단의 위탁에 의해 궤간가변열차 연구조합이 개발을 진행했다가, 현재는 철도 건설, 운수 시설 정비 지원기구의 관할로 진행하고 있다.
1차분의 경우 1998년부터 2006년까지 운행을 했으며 2차분의 경우 2006년부터 2014년까지 운행을 했다. 현재 운행하는 3차분의 경우 2014년부터 시범 운행을 시작했으나 기술적 문제로 운행이 중지되었다.

## 궤간가변열차 목록
| 열차 명칭 | 도입 시기  | 운행 중단 시기 | 비고 |
| --------- | ---------- | -------------- | --- |
| GCT01     | 1998년     | 2003년         | 3량 편성으로 시범 운행했다.                                                                                           |
| GCT01-2   | 2006년     | 2014년         | 3량 편성으로 E3계 차량을 기반으로 제작되었다.                                                                         |
| FGT-9000  | 2014년 3월 | 2014년 12월    | 4량 편성으로 당초 2014년 10월부터 2017년 3월까지 시범 운행을 추진 했으나 결함 문제로 2014년 12월에 운행이 중단되었다. |

## 세부 모델

### GCT01
GCT01은 1998년 10월에 최초로 인도되었다. 최고 영업 속도는 신칸센 구간의 경우 300km/h로 기존 구간의 경우 최고 영업 속도가 130km/h로 주행이 가능하다. 1999년 1월에 산인 선에서 시범 운행 당시 최고 영업 속도가 100km/h를 달성했다. 2002년 11월에 닛포 본선에서 시범 운행 당시 최고 영업 속도가 130km/h를 달성했다. 2003년 5월부터 6월까지 요산선
사카이 ~ 마쓰야마 구간에서 시범 운행을 했다.
2004년 8월 23일에 산요 신칸센 신야마구치 ~ 신시모노세키 구간에 시범 운행을 시작했다. 2006년 시범 운행이 종료되면서 현재는 차량사업소에 보관중이다. 2014년 2월에 GCT01-1 선두부 차량이 가와사키 중공업 고베 공장으로 이전되었다.

### 열차 구성
| 호차 | 1       | 2       | 3       |
| ---- | ------- | ------- | ------- |
| 명칭 | M'c1    | M1      | M'c2    |
| 번호 | GCT01-1 | GCT01-2 | GCT01-3 |

1호차의 경우 가와사키 중공업, 2호차의 경우 긴키 차량, 3호차의 경우 도큐차량제조에서 제작했다.

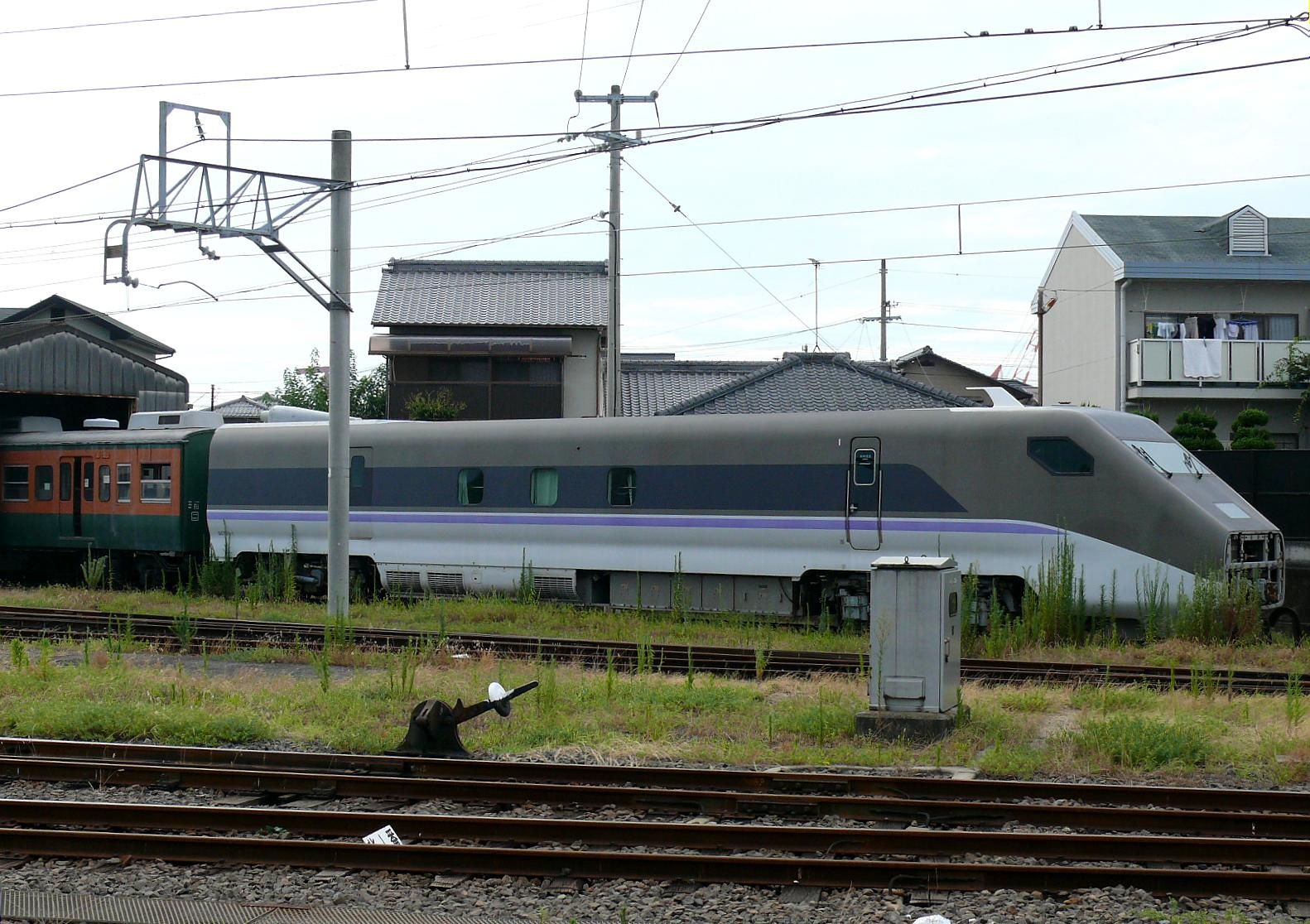
1호차 (GCT01-1)
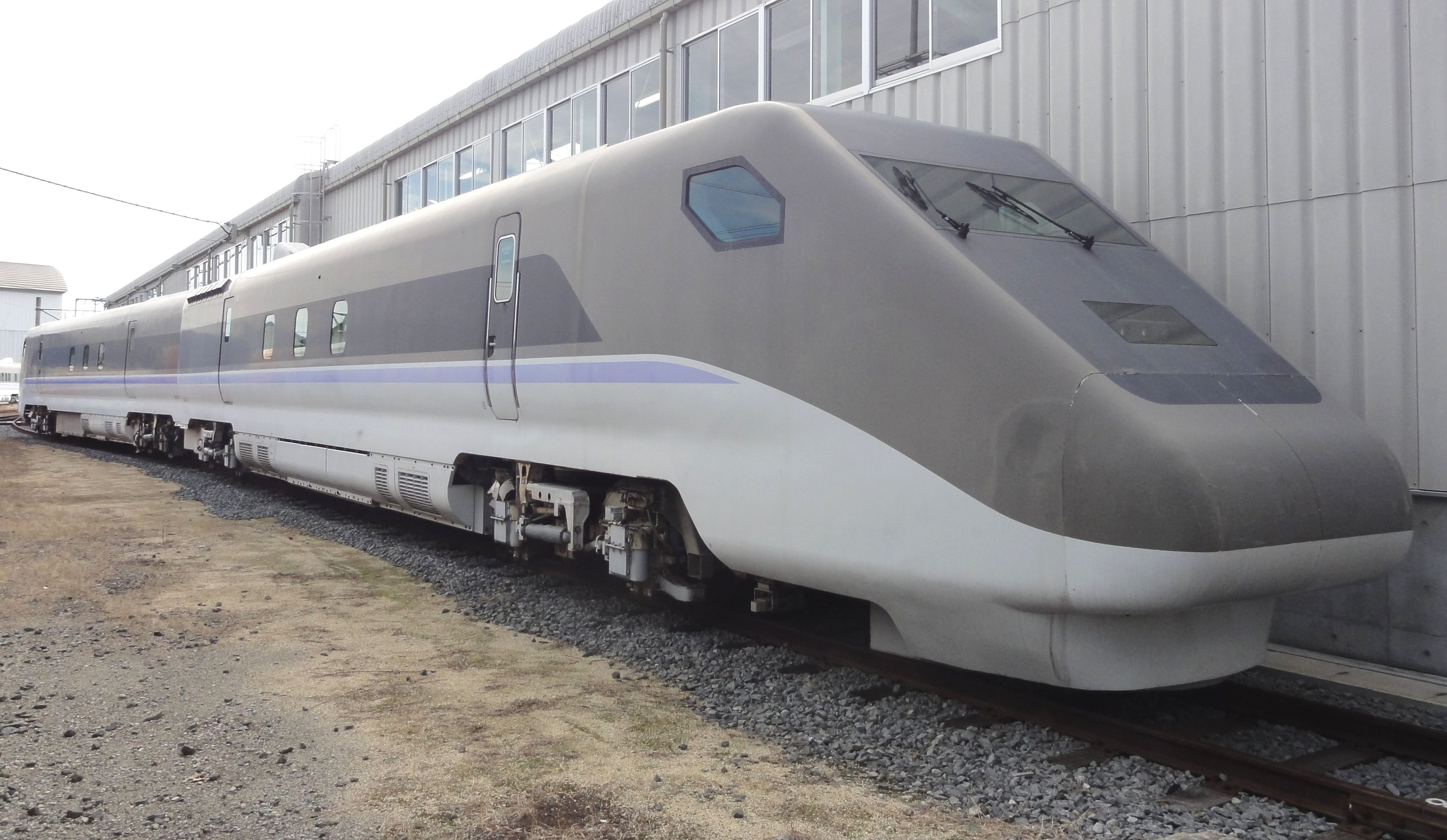
GCT01호 전동차

### GCT01-2
GCT01-2는 2004년 시코쿠 다도스 공장에서 제작되면서 시범 운행을 시작했다. 2006년에 시범 운행을 위해 인도되었고 이후 기타큐슈로 이전되면서 2007년 5월에 최초로 보도되었다. 같은 해 12월에 니시고쿠라 역에서 시범 운행을 시작했다. 2009년 6월에 큐슈신칸센 구간에 시범 운행 당시 최고 영업 속도가 270km/h를 달성했다. 2011년부터 2013년까지 내구성 실험을 위해 시범 운행을 하다가 2014년 7월에 퇴역과 동시에 철도박물관에 보존하고 있다.
신칸센 E3계 전동차를 기반으로 제작되었다. 최고 영업 속도는 신칸센 구간의 경우 270km/h로 기존 구간의 경우 최고 영업 속도가 130km/h로 주행이 가능하다.

### 열차 구성
| 호차 | 1         | 2         | 3         |
| ---- | --------- | --------- | --------- |
| 명칭 | Mc3       | M2        | Mc4       |
| 번호 | GCT01-201 | GCT01-202 | GCT01-203 |

- 2호차의 경우 36석으로, 기울기 매커니즘, 팬터그래프가 장착되었다.

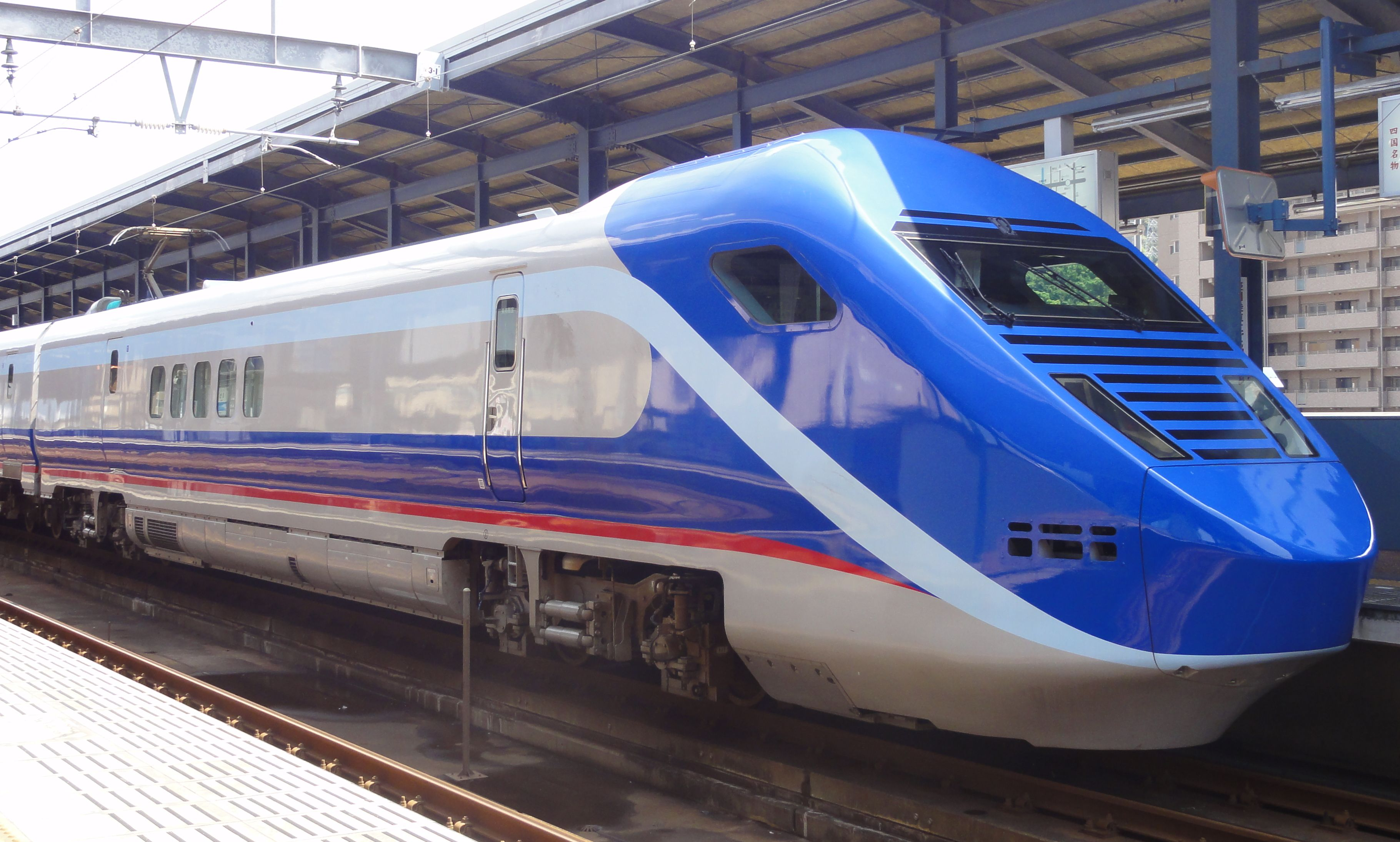
1호차 (GCT01-201)
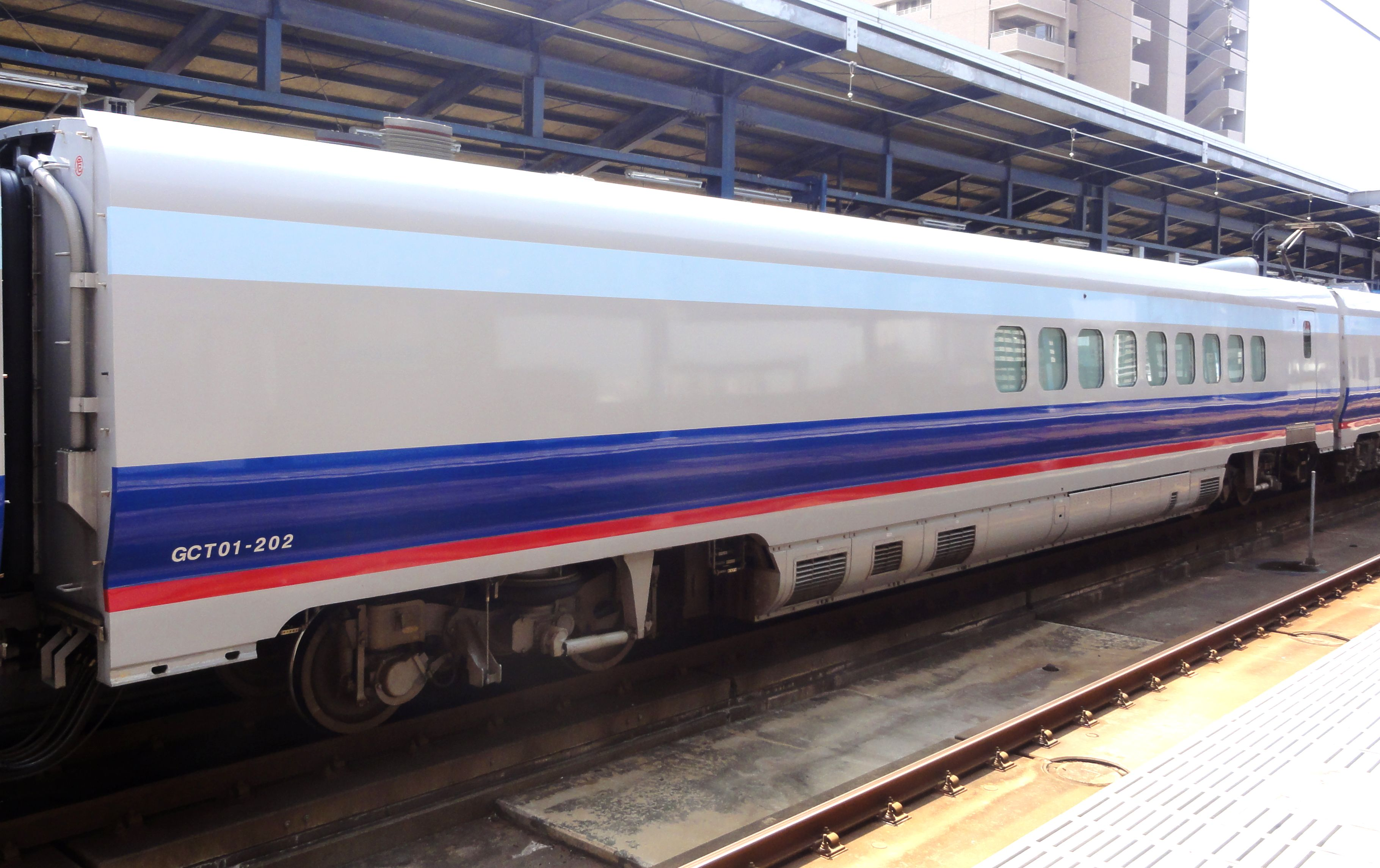
2호차 (GCT01-202)
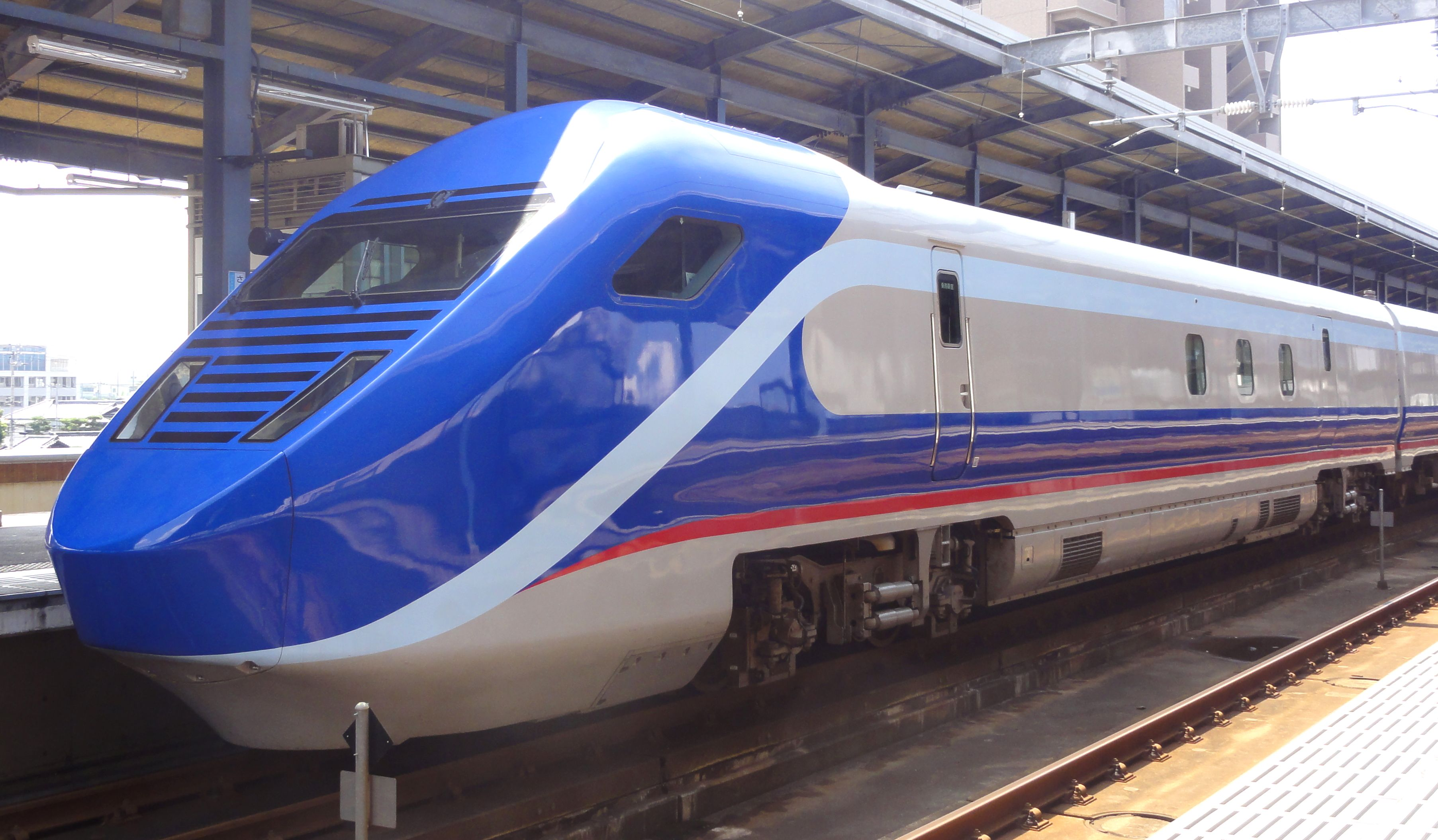
3호차 (GCT01-203)

### FGT-9000
FGT-9000은 2014년 3월에 구마모토 기지에 최초로 인도되면서 내구성과 성능을 시험하기 위해 시범 운행에 들어갔다. 같은 해 10월에 신야쓰시로 역에서 시범 운행이 시작되었다. 당초 2017년 3월까지 60만 킬로미터의 시범 운행을 할 계획이다.
그러나 시범 운행 도중에 결함이 발견되면서 같은 해 12월에 운행이 중단되었다.

### 열차 구성
FGT 9000번대 전동차는 다음과 같은 열차가 구성되었다.
| 호차 | 1        | 2        | 3        | 4        |
| ---- | -------- | -------- | -------- | -------- |
| 번호 | FGT-9001 | FGT-9002 | FGT-9003 | FGT-9004 |

2호차를 제외한 모든 객차가 가와사키 중공업에서 제조되었고 2호차의 경우 히타치 제작소에서 제작되었다. 한편 큐슈여객철도는 2022년에 개통 예정인 큐슈신칸센의 나가사키 루트에 궤간가변열차 도입을 추진 했으나 안전성을 문제가 제기되면서 2017년 6월에 도입이 무산되었다.

## 서일본여객철도의 계획
서일본여객철도의 계획에 따르면 쓰루가역에서 가변 변경 시설을 착공할 계획으로, 2014년 10월에 착공에 들어갔다. 향후 2014년부터 2016년까지 호쿠리쿠 신칸센, 호쿠리쿠 본선, 고세이 선을 비롯해 표준궤와 1,067mm 구간에 시범 운행에 들어갈 계획이다.

## 같이 보기
- 미니 신칸센